# Dave Douglas
Dave Douglas (ur. 24 marca 1963 w Montclair) – amerykański kompozytor i trębacz jazzowy oraz klezmer.

## Dyskografia
- Parallel Worlds - (1993, Soul Note)
- The Tiny Bell Trio - (1994, Songlines)
- In Our Lifetime - (1995, New World)
- Constellations - (1995, hatHUT)
- Five - (1996, Soul Note)
- Live in Europe - (1997, Arabesque)
- Sanctuary - (1997, Avant)
- Stargazer - (1997, Arabesque)
- Moving Portrait - (1998, DIW)
- Charms of the Night Sky - (1998, Winter & Winter)
- Magic Triangle - (1998, Arabesque)
- Convergence - (1999, Soul Note)
- Songs for Wandering Souls - (1999, Winter & Winter)
- Soul on Soul - (2000, RCA)
- Leap of Faith - (2000, Arabesque)
- A Thousand Evenings - (2000, RCA)
- El Trilogy - (2001, BMG)
- Witness - (2001, RCA)
- The Infinite - (2002, RCA)
- Freak In - (2003, Bluebird)
- Strange Liberation - (2004, RCA)
- Bow River Falls - (2004, Koch)
- Mountain Passages - (2005, Greenleaf Music)
- Live at the Bimhuis Set 1 & 2 - (2005, Greenleaf Music)
- Keystone - (2005, Greenleaf Music)
- Meaning and Mystery - (2006, Greenleaf Music)
- Keystone: Live in Sweden - (2006, Greenleaf Music)
- Live at the Jazz Standard (Complete Book) - (2006, Greenleaf Music)
- Live at the Jazz Standard (2-CD) - (2007, Greenleaf Music)
- Moonshine - (2007, Greenleaf Music)
- Keystone: Live at Jazz Standard (Complete Book) - (2008, Greenleaf Music)
- Spirit Moves - (2009, Greenleaf Music)
- A Single Sky - (2009, Greenleaf Music)
- Spark Of Being (3CD) - (2010, Greenleaf Music)

jako sideman
- Second Sight Second Sight - (1988, Sun Jump Records)
- Vincent Herring American Experience - (1989, Musicmasters)
- New and Used Souvenir - (1991, Knitting Factory Works)
- Orange Then Blue While You Were Out - (1992, GM Recordings)
- The Band Jericho - (1993, Pyramid/Rhino)
- Don Byron Plays the Music of Mickey Katz - (1993, Elektra)
- Mark Dresser Force Green - (1994, Soul Note)
- Masada Masada, Vol. 1: Alef - (1994, DIW)
- Mosaic Sextet Today, This Moment - (1994, Konnex)
- Mark Dresser The Cabinet of Dr. Caligari - (1995, Knitting Factory Works)
- New and Used Consensus - (1995, Knitting Factory Works)
- Masada Masada, Vol. 2: Beit - (1995, DIW)
- Masada Masada, Vol. 3: Gimel - (1995, DIW)
- Masada Masada, Vol. 5: Hei - (1995, DIW)
- Masada Masada, Vol. 6: Vav - (1995, DIW)
- Fontella Bass No Ways Tired - (1995, Nonesuch Records)
- Fred Hersch Point in Time - (1995, Enja)
- Anthony Braxton & Mario Pavone Seven Standards 1995 - (1995, Knitting Factory Works)
- John Zorn Bar Kokhba - (1996, Tzadik)
- Suzanne Vega Nine Objects of Desire - (1996, A&M Records)
- Myra Melford The Same River, Twice - (1996, Gramavision Records)
- Dave Douglas and Han Bennink Serpentine -	(1996, Songlines Recordings)
- Sheryl Crow Sheryl Crow - (1996, A&M Records)
- Uri Caine Toys - (1996, Winter & Winter)
- John Zorn Filmworks III: 1990-1995 - (1997, Tzadik)
- Marc Ribot Shoe String Symphonettes - (1997, Tzadik)
- Uri Caine Urlicht/Primal Light - (1997, Winter & Winter)
- François Houle & Dave Douglas In the Vernacular: The Music of John Carter - (1998, Songlines Recordings)
- Sean Lennon Into the Sun - (1998, Capitol Records)
- Masada Masada, Vol. 7: Zayin - (1998, DIW)
- Masada Masada, Vol. 8: Het - (1998, DIW)
- Masada Masada, Vol. 9: Tet - (1998, DIW)
- Masada Masada, Vol. 10: Yod - (1998, DIW)
- Patricia Barber Modern Cool - (1998, Premonition Records)
- What We Live Quintet for a Day - (1998, New World Records)
- Greg Cohen Way Low - (1998, DIW)
- Myra Melford Above Blue - (1999, Arabesque Records)
- Sean Lennon Half Horse, Half Musician - (1999, EMI)
- Masada Live in Jerusalem 1994 - (1999, Tzadik)
- Masada Live in Middleheim 1999 - (1999, Tzadik)
- Masada Live in Taipei 1995 - (1999, Tzadik)
- Uri Caine The Sidewalks of New York: Tin Pan Alley - (1999, Winter & Winter)
- Masada Live in Sevilla 2000 - (1999, Tzadik)
- What We Live Trumpets - (2000, Black Saint)
- Joe Lovano Flights of Fancy: Trio Fascination, Vol. 2 - (2001, Blue Note Records)
- Misha Mengelberg Quartet Four in One - (2001, Blue Note Records)
- John Zorn The Gift - (2001, Tzadik)
- Masada Live at Tonic 2001 - (2001, Tzadik)
- Mosaic Sextet Mosaic Sextet - (2001, GM Recordings)
- Brad Shepik Trio Short Trip - (2001, Knitting Factory Works)
- Masada First Live 1993 - (2002, Tzadik)
- Patricia Barber Verse - (2002, Premonition Records)
- Myra Melford Even the Sounds Shine - (2003, Hathut Records)
- John Zorn The Unknown Masada - (2003, Tzadik)
- Masada 50th Birthday Celebration Volume 7 - (2004, Tzadik)
- Masada Sanhedrin 1994-1997 - (2005, Tzadik)
- Martial Solal & Dave Douglas Rue de Seine - (2006, Sunnyside)
- Anthony Braxton Six Standards (Quintet) 1996 - (2006, Splasc(h))
- Kenny Werner Lawn Chair Society - (2007, Blue Note Records)
- Masada with Joe Lovano Stolas: Book of Angels Volume 12 - (2009, Tzadik)